# Fort de Nogent

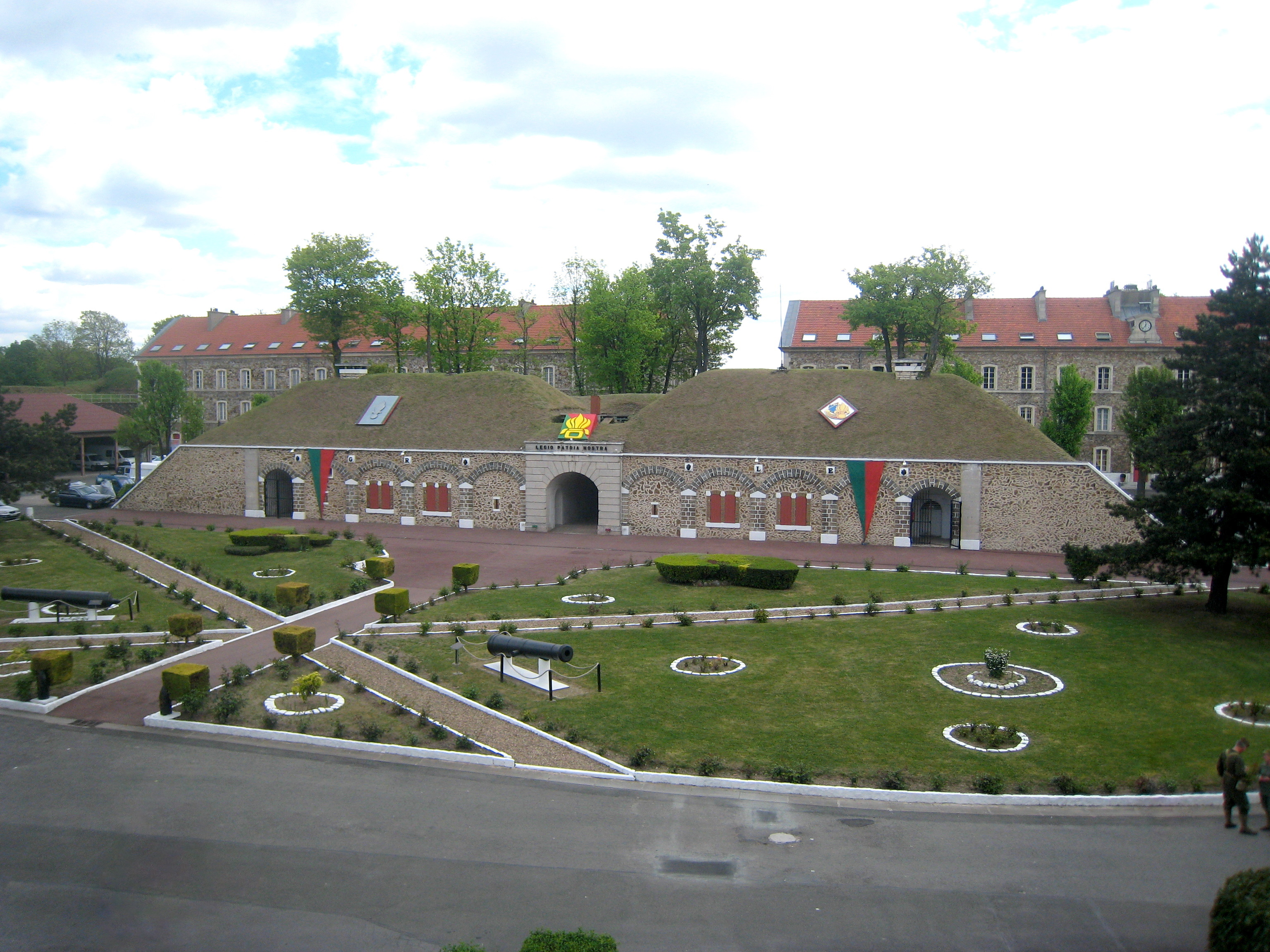
Fort de Nogent (2010)

Das Fort de Nogent ist eine Festung in Fontenay-sous-Bois bei Paris.
Das Fort wurde 1848 unter der Leitung von Guillaume Dode de la Brunerie fertiggestellt und war Teil der thiersschen Stadtbefestigung. Bei der deutschen Belagerung von Paris (1870–1871) wurde es bis zur Kapitulation Frankreichs nicht erobert.
Nach dem Putsch im Algerienkrieg wurden hier 1961 Offiziere des 1er régiment étranger de parachutistes gefangengehalten.
Heute wird das Fort als Rekrutierungsstandort der Fremdenlegion verwendet.